# Harry Larsson
Mas Harry Karl Larsson, känd som Hedemora-Larsson, född 23 maj 1908 i Stora Kopparbergs församling, död 20 juli 1996 i Hedemora församling, var en svensk köpman och racerförare. Han var en av sin tids främsta motorcykel- och bilförare.
Larsson debuterade som förare på BSA 1926 och övergick 1928 till att köra Raleigh. Bland hans segrar märkas C-klasserna i Tvetaloppet 1927 samt Rasbo- och Stockholmsloppen 1930. Vidare blev han tvåa i B-klassen i Sveriges TT 1929 och tvåa i klass C 1930 samt i samma klass i Torslanda TT 1931. Som bilförare blev han på Ford sexa (näst bäste svensk) vid Sveriges Sommar GP 1933 och fyra i Sveriges Vinter GP 1931 samt var dessutom segerrik vid isbanetävlingar. Han tjänstgjorde även som tävlingsledare, och 1932 anlades under hans ledning en dirt trackbana vid Hedemora. Larsson är gravsatt på Hedemora kyrkogård.